# Napok romjai (film)
A Napok romjai (eredeti cím: The Remains of the Day) 1993-ban bemutatott brit–amerikai filmdráma James Ivory rendezésében. A forgatókönyvet Kazuo Ishiguro A főkomornyik szabadsága című regényéből Ruth Prawer Jhabvala írta.
A film a két világháború között, illetve a második világháború után játszódik, nagy része egy festői szépségű angol kastélyban (Darlington Hall), ahol a főkomornyik, Mr. Stevens (Anthony Hopkins) és a házvezetőnő, Miss Kenton (Emma Thompson) között szövődő reménytelen kapcsolatnak lehetünk tanúi, miközben Európa a háború felé sodródik.

## Cselekmény
Lord Darlington kivételesen precíz, minden érzelemtől mentes főkomornyikja Mr. Stevens, aki egész életében inasként dolgozott ura rezidenciáján. A második világégés után járunk: a lord halála után megfogyatkozott létszámú kastély árverezésre vár. Egy visszavonult amerikai képviselő veszi meg, aki arra kéri a megöregedett Mr. Stevenst, hogy leheljen újra életet a kastélyba, mert családjával, akik hamarosan érkeznek az Államokból, itt kívánja leélni hátralevő életét. Ekkor kezdődik az emlékezés, és a két idősík között gyakori a csere: egyrészt a két világháború között történtek elevenednek meg, másrészt a film jelenében Mr. Stevens „kimenőt” kap új urától, hogy meglátogassa és „visszacsalogassa” a húsz éve nem látott Miss Kentont, az egykori házvezetőnőt.
A két világháború között az új házvezetőnő, a fiatal, szintén makulátlan Miss Kenton beleszeret a főkomornyikba, akivel egyszerűen nem tud dűlőre jutni, mivel Mr. Stevens képtelen kimutatni az érzelmeit, vagy a munkán kívül bármi egyébre gondolni. Ezért dacból otthagyja a házat, hozzámegy egy férfihez, akit valójában nem is szeret. Ezalatt a háttérben súlyos történelmi események zajlanak: a ház ura, a naiv Lord Darlington összebarátkozik a náci vezetőkkel, akik azt bizonygatják, hogy a Führernek esze ágában sincs leigázni Európát, a csehszlovák konfliktussal csak a német területeket akarják visszakapni. A fajelméletről is győzködik, ezért elküldi két német származású zsidó menekült szolgálóját, amit később megbán, a nácikkal való szövetkezéssel együtt. Ennek ellenére a háború után nácibarátnak bélyegzik az újságok, ezért sajtópert is indít, melyet elveszít, végül összetörten, magányosan, mély depresszióban hal meg.
Mr. Stevens is súlyos erkölcsi válságba kerül, hiszen urának tragikus kudarcát látva felvetődik a kérdés: vajon érdemes volt-e egy életen át feltétlenül szolgálni neki? A választ is megadja: egy boltosnak letagadja, hogy valaha is ismerte Lord Darlingtont. Végül újra találkozik Miss Kentonnal, aki azonban nem tud visszatérni Darlington Hallba, mivel lánya gyermeket vár.

## Szereplők
| Szerep                                        | Színész           | Magyar hang    |
| --------------------------------------------- | ----------------- | -------------- |
| Mr Stevens, főkomornyik                       | Anthony Hopkins   | Reviczky Gábor |
| Miss Kenton, házvezetőnő                      | Emma Thompson     | Kovács Nóra    |
| Lord Darlington                               | James Fox         | Szersén Gyula  |
| Jack Lewis                                    | Christopher Reeve | Sörös Sándor   |
| Idősebb Mr Stevens, alkomornyik               | Peter Vaughan     | Bálint György  |
| Reginald Cardinal, Lord Darlington unokaöccse | Hugh Grant        | Zalán János    |
| Dupont D’Ivry, francia követ                  | Michael Lonsdale  | Barbinek Péter |
| Lord Halifax                                  | Peter Eyre        | Móni Ottó      |
| Sir Geoffrey Wren                             | Rupert Vansittart | Csuja Imre     |
| Sir Leonard Bax                               | Peter Cellier     | Melis Gábor    |
| Német nagykövet                               | Wolf Kahler       | Varga Tamás    |
| Charlie, első inas                            | Ben Chaplin       | Fekete Zoltán  |
| Mr Benn, Miss Kenton vőlegénye / férje        | Tim Pigott-Smith  | Izsóf Vilmos   |
| Dr. Carlisle, orvos                           | Pip Torrens       | Orosz István   |
| Dr. Meredith, orvos                           | John Savident     | Horkai János   |